# Molotkiv, Lanivți
Molotkiv (în ucraineană Молотків) este localitatea de reședință a comunei Molotkiv din raionul Lanivți, regiunea Ternopil, Ucraina.

## Demografie
Componența lingvistică a localității Molotkiv
     Ucraineană (99,69%)
     Alte limbi (0,31%)
Conform recensământului din 2001, majoritatea populației localității Molotkiv era vorbitoare de ucraineană (99,69%), existând în minoritate și vorbitori de alte limbi.